# Baby's Gang
Baby's Gang var ett italienskt italo disco-band, grundat 1983.

## Diskografi
Studioalbum
- 1985 – Challenger

Singlar
- 1983 – "Happy Song"
- 1985 – "America"